# Sidamulih (Rawalo)
Sidamulih is een bestuurslaag in het regentschap Banyumas van de provincie Midden-Java, Indonesië. Sidamulih telt 4952 inwoners (volkstelling 2010).